# Pseudorhynchus cornutus
Pseudorhynchus cornutus är en insektsart som först beskrevs av Josef Redtenbacher 1891.  Pseudorhynchus cornutus ingår i släktet Pseudorhynchus och familjen vårtbitare. Inga underarter finns listade i Catalogue of Life.